# 马克·佩雷格里诺
马克·罗斯·佩雷格里诺（英語：Mark Ross Pellegrino，1965年4月9日—）是一名美国演员，他为人所知的角色是在《迷失》里饰演Jacob以及在《邪恶力量》里饰演路西法。目前他在《未来青年》饰演主要角色。